# Игор Сикорски
Игор Иванович Сикорски (укр. І́гор Іва́нович Сіко́рський, рус. Игорь Иванович Сикорский; Кијев, 25. мај 1889. – Истон, 26. октобар 1972) био је међународно познати руски и амерички пионир ваздухопловства, пољско-руског порекла. За живота је стекао руско и америчко држављанство. Пројектовао је и летео првим светским вишемоторним ваздухопловом и развио први Pan Am летећи брод далеке 1930. године.
Сикорски је имао врло велики утицај у развоју хеликоптера, његова Ваздухопловна корпорација Сикорски основана 1925. године и данас је један од водећих произвођача хеликоптера. 1942. године Сикорски Р-4 постаје први серијски произвођен хеликоптер, са распоредом уградње ротора какав се и данас користи на већини хеликоптера.

## Биографија
Игор Сикорски је рођен у Руској Империји, у граду Кијеву као најмлађи од пет синова. Његов отац Иван Сикорски, рођен је у Кијевској области, био је угледан професор психологије, док је његова мајка била доктор, али у струци није професионално радила. Мајка Марија Сикорска је у кућном васпитању младом Игору дала велику љубав за уметност, посебно за живот и рад Леонарда да Винчија и приче Жила Верна. Са 11 година Игор прати свог оца у Немачку и кроз разговоре са њим постаје заинтересован за природне науке. Након повратка кући, Сикорски је почео да експериментише са моделима летећих машина. Већ са 12 година израђује макету хеликоптера покретаног затезањем гуме.
Сикорски је започео студије 1903. године на "Царској академији бродоградње" у Санкт Петербургу када је имао само 14 година. 1906. године закључује да његова будућност лежи у инжењерству, напушта Академију у којој има врло добар успех и наставља студирање у Паризу. Већ 1907. се враћа у Руску Империју и уписује Кијевско политехничко свеучилиште у Кијеву које ће завршити 1914. године. Након академске 1908. године, Сикорски поново у пратњи свога оца одлази у Немачку где сазнаје за постигнућа браће Рајт и за цепелин Фердинанда фон Цепелина након чега је изјавио :
“У року од дведесет и четири сата, одлучио сам да променим свој живот и рад. Студираћу ваздухопловство”

## Пројектовање ваздухоплова
Уз новчану помоћ сестре Олге, Сикорски се враћа у Париз 1909. године, студира аеронаутику и купује делове ваздухоплова. У то време Париз је био средиште ваздухоплова у свету и Сикорски то користи за сусрете и разговоре са пионирима ваздухоплова. У мају 1909. године се враћа у Русију и започиње са пројектом свог првог хеликоптера који је почео да тестира већ у јулу исте године. Упркос напретку у решавању техничких проблема контроле Сикорски закључује да тај ваздухоплов никад неће летети, па га у месецу октобру раставља.
Следећи пројекат Сикорског је летелица са два седала, названа Сикорски С-5, његов први дизајн који није био темељен на другим европским ваздухопловима. Летећи на свом оригиналном ваздухоплову Сикорски добија пилотску дозволу бр. 64 Међународне ваздухопловне федерације коју је издао Царски аеро клуб Русије 1911. године. Током једне демонстрације на моделу Сикорски С-5 отказује мотор, па је Сикорски био присиљен да слети принудно. Касније је установљено да је комарац улетео у бензин, па је доспевши у карбуратор зачепио довод горива. Сам догађај је уверио Сикорског како ваздухоплов мора наставити лет и након отказа мотора. Његов следећи ваздухоплов Сикорски С-6 који је могао повести три путника био је победник ваздухопловне изложбе Руске војске у фебруару 1912. године у Москви.
У пролеће 1912. године, Игор Сикорски постао је главни инжењер у одељењу ваздухопловства Руског Балтичког железничког завода у Санкт Петербургу 
Први радови Сикорског укључују изградњу првог четворомоторног ваздухоплова којег је назвао Ле Гранд. Као пробни пилот Сикорски је на свом ваздухоплову полетео 13. маја 1913. године. Његове авионе Русија је као бомбардере користила у Првом светском рату.
Након Првог светског рата, Игор Сикорски за време Руског грађанског рата накратко ради као инжењер за француске снаге у Русији. Како не види своју будућност као дизајнер ваздухоплова у ратом погођеној Европи (а посебно у Русији након Октобарске револуције), Сикорски емигрира у Сједињене Америчке Државе, а у Њујорк долази 30. марта 1919. године.

## Рад у Америци
У САД Сикорски је прво радио као школски предавач и лектор, тражећи прилику за улазак у ваздухопловну индустрију. 1925. године уз помоћ неколико официра бивше руске војске оснива Ваздухопловну корпорацију Сикорски. Један од највећих спонзора био је руски пијаниста Сергеј Рахмањинов, који је исписао чек на 5.000 долара. Иако је његов прототип оштећен у свом првом пробном лету, Сикорски наговара своје улагаче за додатних 2.500 долара са чиме израђује један од првих америчких двомоторних авиона С-29. Ваздухоплов је могао летети брзином од 115 km/h и превести 14 путника.
Године 1929. фирма Сикорски постаје део Уједињене авио-производње корпорације . Фирма производи тада популарне летеће бродове као што је С-42 који Pan Am користи за прекоокеанске летове.
Осим на авионима Сикорски је радио и на развоју хеликоптера што 14. септембра 1939. године резултира првим пробним (ограниченим) летом летелице Vought-Sikorsky VS-300, хеликоптера са трокраким главним ротором и мањим, репним ротором. Први слободни лет био је 26. маја 1940. године. Следећи успех био је Р-4 који 1942. године постаје први масовно произвођени хеликоптер у свету. Конфигурација ротора на ВС-300 се показала као једна од најпогоднијих конфигурација и користи се на већини данашњих хеликоптера.
Сикорски је преминуо у свом дому у Истону 26. октобра 1972. Ваздухопловна корпорација Сикорски у Стафорду наставила је свој рад и данас је још увек једна од водећих светских корпорација за производњу хеликоптера. У истом граду, аеродром носи име по њему.

## Објављена дела
- Sikorsky, Igor Ivan. The Message of the Lord's Prayer. New York: C. Scribner's sons, 1942. OCLC 2928920
- Sikorsky, Igor Ivan. The Invisible Encounter. New York: C. Scribner's Sons, 1947. OCLC 1446225
- Sikorsky, Igor Ivan. The Story of the Winged-S; Late Developments and Recent Photographs of the Helicopter, an Autobiography. New York: Dodd, Mead, 1967. OCLC 1396277